# Меларгейден (станція метро)
59°18′03″ пн. ш. 17°57′26″ сх. д. / 59.300833° пн. ш. 17.957222° сх. д.
«Меларгейден» (швед. Mälarhöjden) — станція Червоної лінії Стокгольмського метрополітену, обслуговується потягами маршруту Т13.
Станцію було відкрито 16 травня 1965 року у складі черги Ернсберг — Сетра.  

Відстань до Слюссена становить 7.5 км.
Пасажирообіг станції в будень — 2,600 осіб (2019)

Розташування: мікрорайон Меларгейден, Седерорт.  
Конструкція: односклепінна станція глибокого закладення (тбіліського типу) з однією острівною прямою платформою.

## Операції
| Попередня станція      | Лінія | Лінія     | Лінія | Наступна станція    |
| ---------------------- | ----- | --------- | ----- | ------------------- |
| Аксельсберг до Ропстен |       | Лінія T13 |       | Бреденг до Норсборг |